# Hyriodes
Hyriodes là một chi bướm đêm thuộc họ Noctuidae.